# Guinness
|  | Per a altres significats, vegeu «Guinness (desambiguació)». |

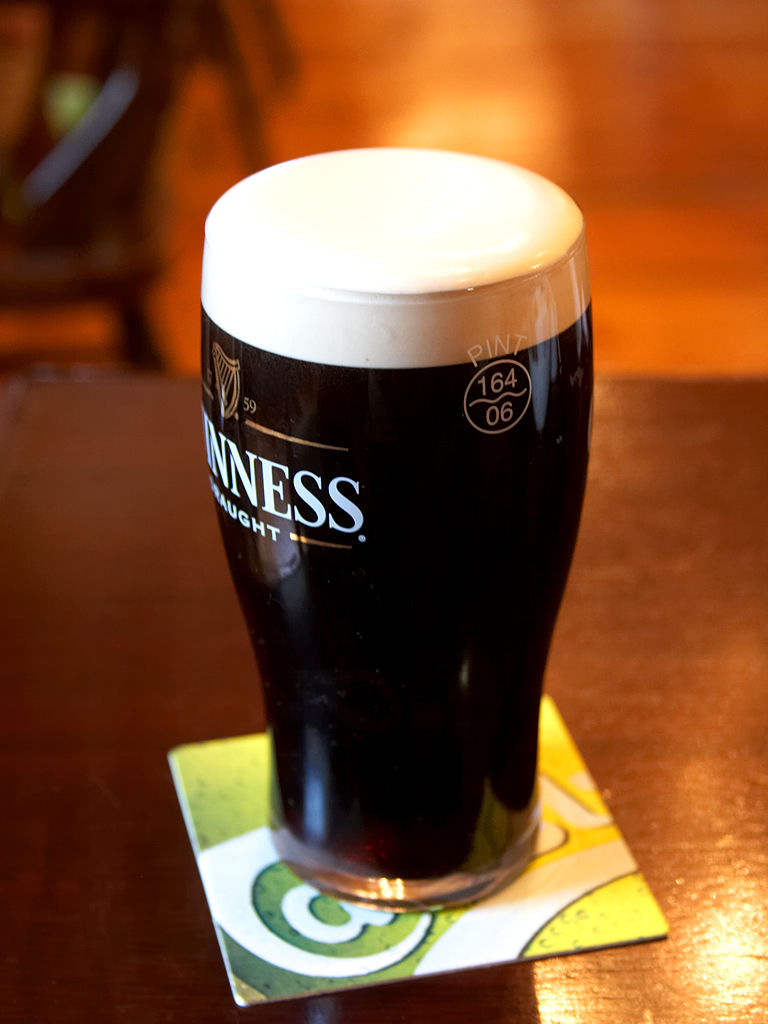
Una pinta de Guinness.

Guinness és una cervesa negra de tipus stout elaborada per primera volta per Arthur Guinness a la fàbrica de cervesa St. James Gate de Dublín, Irlanda. És una variant de la cervesa porter, que es va originar a Londres a principis del segle xviii. Donada la seva acceptació mundial, és exportada a una gran quantitat de països. El seu gust característic resulta de l'ordi torrat que no arriba a fermentar. Durant molts d'anys una part de la cervesa s'envellia per a donar-li un sabor làctic, però Guinness no ha volgut confirmar si continua fent-ho. L'escuma cremosa i densa és resultat d'afegir una mescla de nitrogen a l'hora de servir-la. És extremadament popular entre els irlandesos i és la beguda alcohòlica més venuda de tots els temps a Irlanda, on Guinness & Co. té uns ingressos de 2.000 milions d'euros anuals.
La cervesa Guinness és un cas especial, on una marca de beguda alcohòlica feta per una empresa privada ha arribat a identificar-se amb l'ànima d'una nació. Guinness és tota una institució a Irlanda per dret propi, arribant fins i tot a simbolitzar al poble irlandès. L'any 1997, Guinness UDV i Grand Metropolitan plc. es van fusionar, creant la multinacional Diageo, amb seu a Londres.

## Com tirar-la i servir-la
La cervesa Guinness es pot beure lleugerament freda o a temperatura ambient, a elecció del client. A causa de l'acció efervescent del nitrogen, passa una estona abans que la cervesa reposa cap al fons i l'escuma munta cap amunt. Per norma habitual, s'ompli la pinta, amb una inclinació de 45 graus, fins a dos dits de la vora i es fa una pausa mentre l'escuma s'estabilitza. Guinness ha convertit aquesta pausa en tot un ritual, amb campanyes de publicitat com "good things come to those who wait" (aquell que sap esperar obté la recompensa) i "tirar una pinta perfecta costa 119,53 segons"
A continuació, s'acaba d'omplir la pinta, ja en posició vertical i se serveix. Durant la segona part del procés, es pot fer un dibuix senzill (com ara un shamrock) damunt de l'escuma usant el raig del sortidor.

## Cascada de bombolles
Un dels temes recurrents als pubs on es pren aquesta cervesa tracta de la cascada de bombolles d'una Guinness quan està reposant, ja que semblen moure's en sentit descendent.
Aquest efecte és provocat pel fregament: les bombolles que toquen les parets de la pinta són alentides en la seva velocitat, mentre que les bombolles del centre del got, poden muntar lliurement i formen una columna ascendent de bombolles. A l'arrossegar el líquid que les envolta, aquestes bombolles formen un corrent líquid, provocant que s'enfonsi el líquid que hi ha més a prop de les parets, i amb ell, les bombolles que hi són al seu costat. Aquest efecte es dona a qualsevol líquid; però és més perceptible en aquesta beguda que combina líquid obscur i bombolles de tonalitat clara.